# Killer Barbys vs. Dracula
Killer Barbys vs. Dracula è un film del 2003 diretto da Jesús Franco (come Jess Franco).
Il film, girato in video digitale, è una sorta di sequel di Killer Barbys (1996), nel quale Franco aveva già utilizzato il gruppo rock spagnolo Killer Barbies, a cui in questa occasione affianca Bela B. Felsenheimer, cantante dei Die Ärzte.
Rispetto al primo film, Franco abbandona i canoni dell'horror splatter e torna al modello fumettistico, reso ancora più evidente dagli effetti grafico-cromatici ottenuti mediante l'elaborazione digitale dell'immagine.
Le riprese, iniziate il 24 giugno 2002 e terminate il 13 gennaio 2003, hanno avuto luogo a Benalmádena, Torremolinos, Úbeda, Baeza, Malaga e Jaén.

## Edizioni in DVD
Il film è uscito in DVD in Germania (Polyband), Stati Uniti (Image Entertainment), Giappone e Spagna (Vellavision, 2008, in coppia con Killer Barbys).